# Garzas de Plata de la UAEH
Las Garzas de Plata de la UAEH es un equipo de baloncesto mexicano que participa en la Liga Nacional de Baloncesto Profesional con sede en la ciudad de Pachuca, Hidalgo, México.

## Historia
En 1995, nace el equipo profesional perteneciente a la Conferencia de Básquetbol Profesional (CBP), siendo fundador de la misma, obteniendo en su primera participación el tercer lugar. Igualmente la liga contó con la participación de los siguientes equipos: Leones Negros de la Universidad de Guadalajara, Dragones de Tijuana, Soles de Hermosillo, Rayados de Monterrey, Correcaminos UAT Victoria, Correcaminos UAT Tampico. Para el año siguiente en 1996 obtiene el tercer lugar con la participación de los mismos equipos.
En 1997, participa en el Circuito Mexicano de Básquetbol (CIMEBA), con los siguientes equipos: Mineros de Zacatecas, Leñadores de Durango, Santos de San Luis Potosí, Correcaminos UAT Victoria, Panteras de Aguascalientes, Correcaminos UAT Tampico, Aztecas del Distrito Federal. En 1998, el equipo participa en el CIMEBA ocupando el tercer lugar.
En el año 2000, participa en la primera temporada de la  Liga Nacional de Baloncesto Profesional de México, con los siguientes equipos: Algodoneros de La Laguna, Correcaminos UAT Matamoros, Correcaminos UAT Reynosa, Correcaminos UAT Tampico, Correcaminos UAT Victoria, Dorados de Chihuahua, Indios de la UACJ, Ola Roja del Distrito Federal, Osos de Saltillo, Vaqueros de Agua Prieta.
Para la temporada 2016-2017, el equipo regresó a la Liga Nacional de Baloncesto Profesional de México después de más de doce años de ausencia. Sin embargo, para la temporada 2017-2018 el equipo se va a Morelia tomando su lugar los Aguacateros de Michoacán.
Para la temporada 2021-2022, el equipo regresó a Pachuca, retomando el nombre de los Garzas de la Plata.

## Estadio

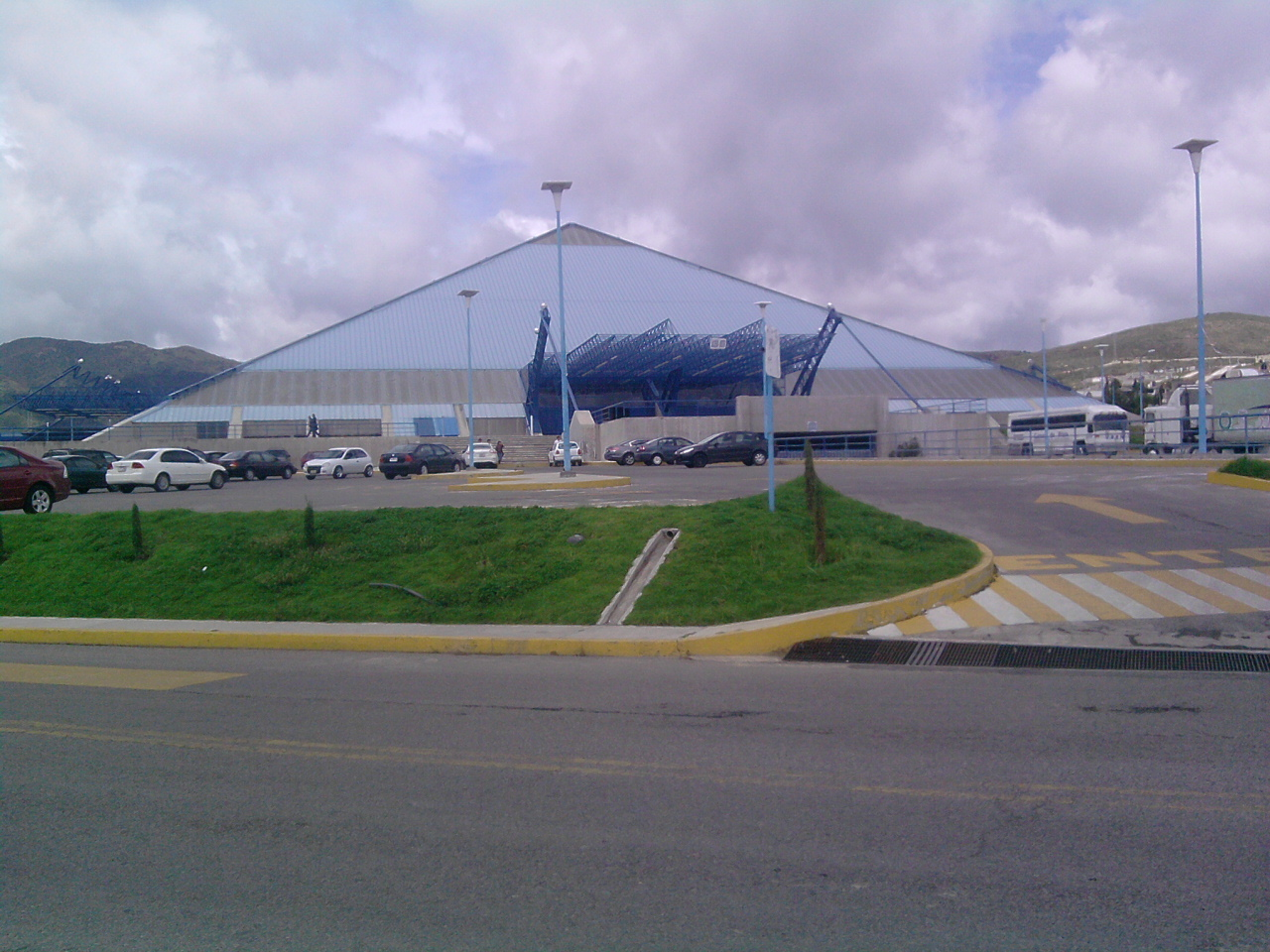
Polideportivo "Carlos Martínez Balmori".

El equipo tiene su sede en el Polideportivo "Carlos Martínez Balmori" ubicado en la Ciudad del Conocimiento en Mineral de la Reforma, Hidalgo. Este estadio fue inaugurado el 14 de febrero de 2001, su arquitectura en forma de pirámide consta de 9300 m², y un aforo de 6000 espectadores.

## Jugadores

### Roster actual
Actualizado al 11 de marzo de 2017.
"Temporada 2016-2017"
| Garzas de Plata de la UAEH Roster 2016-2017 |    |                           |                               |
| C U E R P O T É C N I C O                   |    |                           |                               |
| Entrenador                                  |    | Bandera de Puerto Rico    | Manuel Iván Cintrón Vega      |
| Asistente                                   |    | Bandera de México         | Eric Luis Weissling Pallares  |
| J U G A D O R E S                           |    |                           |                               |
| Escolta                                     | 1  | Bandera de Estados Unidos | Tyrone Jarriel White          |
| Pívot                                       | 5  | Bandera de México         | Joaquín Villanueva Lozano     |
| Base                                        | 6  | Bandera de Estados Unidos | Brody Jensen Angley Manjarres |
| Ala-pívot                                   | 7  | Bandera de México         | José Carlos Zesati Espinoza   |
| Escolta                                     | 8  | Bandera de Estados Unidos | Martin Leshawn Coy Samarco    |
| Base                                        | 18 | Bandera de México         | Carlos Manuel Toussaint López |
| Alero / Ala-pívot                           | 20 | Bandera de Puerto Rico    | William Omar Orozco Santiago  |
| Ala-pívot                                   | 22 | Bandera de Canadá         | Marvell Waithe                |
| Escolta / Alero                             | 23 | Bandera de México         | Romel Roberto Beck Castro     |
| Alero                                       | 24 | Bandera de Estados Unidos | Stephen Gilbert Soriano Hyatt |
| Pívot                                       | 25 | Bandera de México         | José Israel Gutiérrez Zermeño |
| Ala-pívot / Pívot                           | 42 | Bandera de Estados Unidos | Alexander Oriakhi             |
| = Capitán                                   |    |                           |                               |

 =  Cuenta con nacionalidad mexicana. 

### Jugadores destacados
- Karim Malpica.
- José Cortés.